# گوگونو
گوگونو (به لاتین: Gogounou) یک منطقهٔ مسکونی در بنین است که در استان آلیبوری واقع شده‌است. گوگونو ۴٬۹۱۰ کیلومتر مربع مساحت و ۱۱۷٬۷۹۳ نفر جمعیت دارد و ۳۰۵ متر بالاتر از سطح دریا واقع شده‌است.